# Ernst Huber (Maler, 15. Juli 1895)
Ernst Huber (* 15. Juli 1895 in Wien; † 26. September 1960 ebenda) war ein österreichischer Graphiker und Landschaftsmaler. Er war ein Mitglied der Zinkenbacher Malerkolonie.

## Leben
Huber absolvierte in Wien eine grafische Ausbildung als Setzer in der Genossenschafts-Buchdruckerei. Zwischen 1910 und 1914 übte Huber seinen erlernten Beruf als Schriftsetzer aus, 1915 arbeitete als Lithograph und nahm zu dieser Zeit auch an einem Kurs für ornamentales Zeichnen an der Wiener Kunstgewerbeschule unter Otto Prutscher und Karl Witzmann teil. Nach dem Ersten Weltkrieg wurde Huber künstlerischer Mitarbeiter der Buch-, Kunst- und Steindruckerei F. Rollinger, für die er unter anderem Kassetten und Bucheinbände schuf.
Als Maler war Huber Autodidakt. Seine ersten Bilder stellte er in der Kunstgemeinschaft Wien im Palmenhaus im Burggarten in Wien im Herbst 1919 aus, wo sie Josef Hoffmann auffielen, der Huber über die Vermittlung des Bildhauers Gustinus Ambrosi schließlich in die Künstlergruppe der Kunstschau brachte. Hier kam er in Kontakt mit den bereits etablierten Künstlern Herbert Boeckl, Anton Faistauer, Oskar Kokoschka, Anton Kolig und Franz Wiegele. Im Jahre 1920 wurde Huber Mitglied des Sonderbundes und 1932 der Wiener Secession. Seine zu Beginn noch dunklen, dumpfen Töne hellten sich im Laufe der Jahre auf und wandelten sich zu leuchtenden intensiven Farbtönen.
Zum Freundeskreis von Ernst Huber gehörten seit Beginn der 1920er Jahre neben Josef Dobrowsky auch Georg Merkel, Ferdinand Kitt, Ludwig Heinrich Jungnickel und Sergius Pauser. Ein beliebter Treffpunkt dieser Künstlerrunde wurde ab 1929 ein von Franz von Zülow im Ortsteil Auerbach der Gemeinde Hirschbach im Mühlkreis erworbenes Landhaus. Ebenso trafen sich die Künstler im Salzkammergut in der Zinkenbacher Malerkolonie.
Zwischen 1939 und 1944 malte Huber im Auftrag von Generalinspektor Fritz Todt die vollendeten Autobahnteilstücke der Reichsautobahn für eine geplante große Wanderausstellung. Huber veantragte bereits 1938 die Aufnahme in die NSDAP und wurde offenbar abgelehnt. Am 12. Mai 1940 folgte der nächste Antrag und Huber wurde zum 1. Juli desselben Jahres aufgenommen (Mitgliedsnummer 9.018.083). Huber nahm 1943 an der Ausstellung Junge Kunst im Deutschen Reich teil.

## Werk
In Hubers Werk stehen Landschaftsbilder im Vordergrund, die Motive stammen sowohl aus Österreich, vor allem aus Salzburg, als auch aus den Orten seiner Reisen, die ihn nach Dalmatien (1923), in den vorderen Orient (1925), nach Tunesien, nach Südamerika (1938) und in die Vereinigten Staaten (1952) führten.
In seinen Ölbildern wie auch in seinen Aquarellen blieb er der sichtbaren Natur, dem Gegenständlichen verhaftet. Huber, der auch Hinterglas- und Kachelmalereien sowie zahlreiche Buchillustrationen schuf, stellte auf vielen in- und ausländischen Ausstellungen aus und erhielt 1935 den Österreichischen Staatspreis für Malerei. Die Auseinandersetzung mit den Gemälden von Pieter Bruegel dem Älteren führte bei Huber vor allem zu einer besonderen Vorliebe für vielfigurige Szenen, zum Beispiel bei seinem 1930 entstandenen Bild „Eislaufvergnügen“.
Seine Werke finden sich unter anderem in der Österreichischen Galerie Belvedere, im Museum Leopold und der Graphischen Sammlung Albertina in Wien sowie im Oberösterreichischen Landesmuseum in Linz oder im Niederösterreichischen Landesmuseum in Sankt Pölten.

## Ehrungen
- 1935: Österreichischer Staatspreis für Malerei